# Société jurassienne d'émulation
Ne pas confondre avec la Société d'émulation du Jura, société française fondée en 1817.
La Société jurassienne d'émulation (SJE) est une société savante, apolitique et interjurassienne cherchant à promouvoir et mettre en valeur le patrimoine du Jura historique, soutenir la création et encourager la recherche dans des domaines culturels variés.
La SJE a été fondée le 11 février 1847, à l'initiative de Xavier Stockmar et 12 autres personnes, à l'Hôtel de l'Ours de Porrentruy.
Son activité est divisée en six cercles d'études (Cercle d'études historiques, Cercle d'études scientifiques, Cercle d'archéologie, Cercle de mathématiques et de physique, Cercle du patois, Cercle littéraire) et douze sections géographiques réparties sur toute la Suisse. Un comité directeur coordonne l'ensemble de la structure, composée en outre d'un secrétariat central situé à Porrentruy.
Dès 1857, elle publie annuellement les Actes qui rassemblent de nombreux articles scientifiques. Depuis 2015, les archives numérisées des Actes sont intégralement disponibles en ligne sur e-periodica, un service de revues numérisées proposé par l'EPFZ.
La société possède également une maison d'édition qui publie chaque année des ouvrages dans des domaines comme l'histoire, l'art, la littérature, le patois jurassien (dialecte de la langue comtoise), l'archéologie.
En 2003, la SJE et le Cercle d'études historiques lancent un projet de dictionnaire en ligne : le Dictionnaire du Jura sur Internet ou DIJU (www.diju.ch) consultable dès octobre 2005. Les notices concernent essentiellement le Jura historique (canton du Jura, Jura bernois et Laufonnais). Depuis peu, il propose une série de notices rédigées en allemand.
Depuis 2007, la SJÉ est membre du Forum culture, association fédératrice des acteurs culturels du Jura bernois, du canton du Jura et de Bienne.

## Organisation
| Présidents centraux - 1847-1855 : Jules Thurmann - 1855-1868 : Xavier Kohler - 1868-1869 : Joseph Durand - 1869-1875 : Xavier Kohler - 1875-1877 : Jean- Baptiste Thiessing - 1877-1879 : Robert Caze - 1879-1882 : Edouard Meyer - 1882-1890 : Xavier Kohler - 1890-1892 : Frédéric Koby - 1892-1897 : Arnold Droz - 1897-1901 : Ernest Balimann - 1901-1912 : Adrien Kohler - 1912-1915 : Théo Zobrist - 1915-1926 : Lucien Lièvre - 1926-1927 : Germain Viatte - 1927-1933 : Gustave Amweg - 1933-1942 : Jean Gressot - 1942-1961 : Ali Rebetez - 1961-1969 : Charles Beuchat - 1969-1972 : Edmond Guéniat - 1972-1981 : Michel Boillat - 1981-1985 : Jean-Luc Fleury - 1985-1994 : Philippe Wicht - 1994-2002 : Claude Juillerat - 2002-2010 : Pierre Lachat - 2010-2014 : Marcelle Roulet - 2014-2022 : Martin Choffat - Depuis 2022 : Paul Jolissaint | Secrétaires généraux - 1847-1855 : Xavier Kohler - 1855-1856 : A. Friche - 1856-1860 : Louis Dupasquier - 1860-1868 : Alexandre Favrot - 1868-1870 : Constant Bodenheimer - 1870-1874 : Olivier Pauchard - 1874-1879 : Virgile Hengy - 1879-1880 : P. Carnal - 1880-1881 : Arnold Droz - 1881-1899 : Théo Zobrist - 1899-1901 : Adrien Kohler - 1901-1909 : E. Germiquet - 1909-1924 : Gustave Amweg - 1924-1942 : Ali Rebetez - 1943-1944 : Henri Juillerat - 1944-1950 : Paul Christe - 1950-1957 : François Schaller - 1957-1961 : Roger Ballmer - 1961-1982 : Alphonse Widmer - 1982-1993 : Bernard Moritz - 1993-2001 : Jean-François Lachat - 2001-2009 : Michel Hänggi - 2009-2013 : Thibault Lachat - 2013-2019 : Armelle Cuenat - 2019-2023 : Élodie Paupe - Depuis 2023 : Laurence Frainier |